# جلان براون
جلان براون (بالإنجليزية: Glen Brown)‏ هو موسيقي ومنتج أسطوانات جامايكي، ولد في 1944 في كينغستون في جامايكا.

## وصلات خارجية
- جلان براون على موقع ميوزك برينز (الإنجليزية)
- جلان براون على موقع ديسكوغز (الإنجليزية)